# Rödtofsspett
Rödtofsspett (Campephilus melanoleucos) är en fågel i familjen hackspettar inom ordningen hackspettartade fåglar.

## Utseende och läte
Rödtofsspetten är en stor hackspett med rött på huvudet. Hanen är distinkt med tvärbandad ovansida, nästan helt rött huvud och en svartvit fläck på kinden. Honan skiljer sig från andra stora hackspettar genom en mycket bred vitt strimma på ansiktet och ett vitt V på ryggen. Fågeln trummar högljutt och knackande. De olika lätena är tjattrande.

## Utbredning och systematik
Rödtofsspett delas in i tre underarter med följande utbredning:
- Campephilus melanoleucos malherbii – förekommer i västra Panama samt i norra och centrala Colombia
- Campephilus melanoleucos melanoleucos – förekommer i Sydamerika öster om Anderna till nordöstra Argentina och Brasilien samt på Trinidad
- Campephilus melanoleucos cearae – förekommer i nordöstra Brasilien (Maranhão till Ceará och Bahia)

## Levnadssätt
Rödtofsspetten hittas i låglänta områden i skogar och skogsbryn. Den ses ofta sitta väl synligt högt upp på en exponerad gren. Jämfört med liknande eldspetten ses den oftare i öppnare miljöer.

## Status och hot
Arten har ett stort utbredningsområde, men tros minska i antal, dock inte tillräckligt kraftigt för att den ska betraktas som hotad. Internationella naturvårdsunionen IUCN listar arten som livskraftig (LC). Beståndet uppskattas till i storleksordningen fem till 50 miljoner vuxna individer.